# Manuel María Ponce
Manuel María Ponce (8. prosince 1882 Fresnillo, Zacatecas – 24. dubna 1948 Mexico City) je považován za otce klasické hudby Mexika. Slavný skladatel a klavírista se ve své tvorbě soustředil na klavírní literaturu, komorní tvorbu, orchestrální díla a písně a skladby pro sólovou kytaru. Jeho díla zdomácněla v repertoáru špičkových interpretačních umělců na celém světě. Vnesl do mexické hudby originální národní tón.